# Miroslav Bulešić
Miroslav Bulešić (13. května 1920, Čabrunići – 24. srpna 1947, Lanišće) byl chorvatský římskokatolický kněz, zavražděný komunistickými milicionáři. Katolická církev jej uctívá jako blahoslaveného mučedníka.

## Život

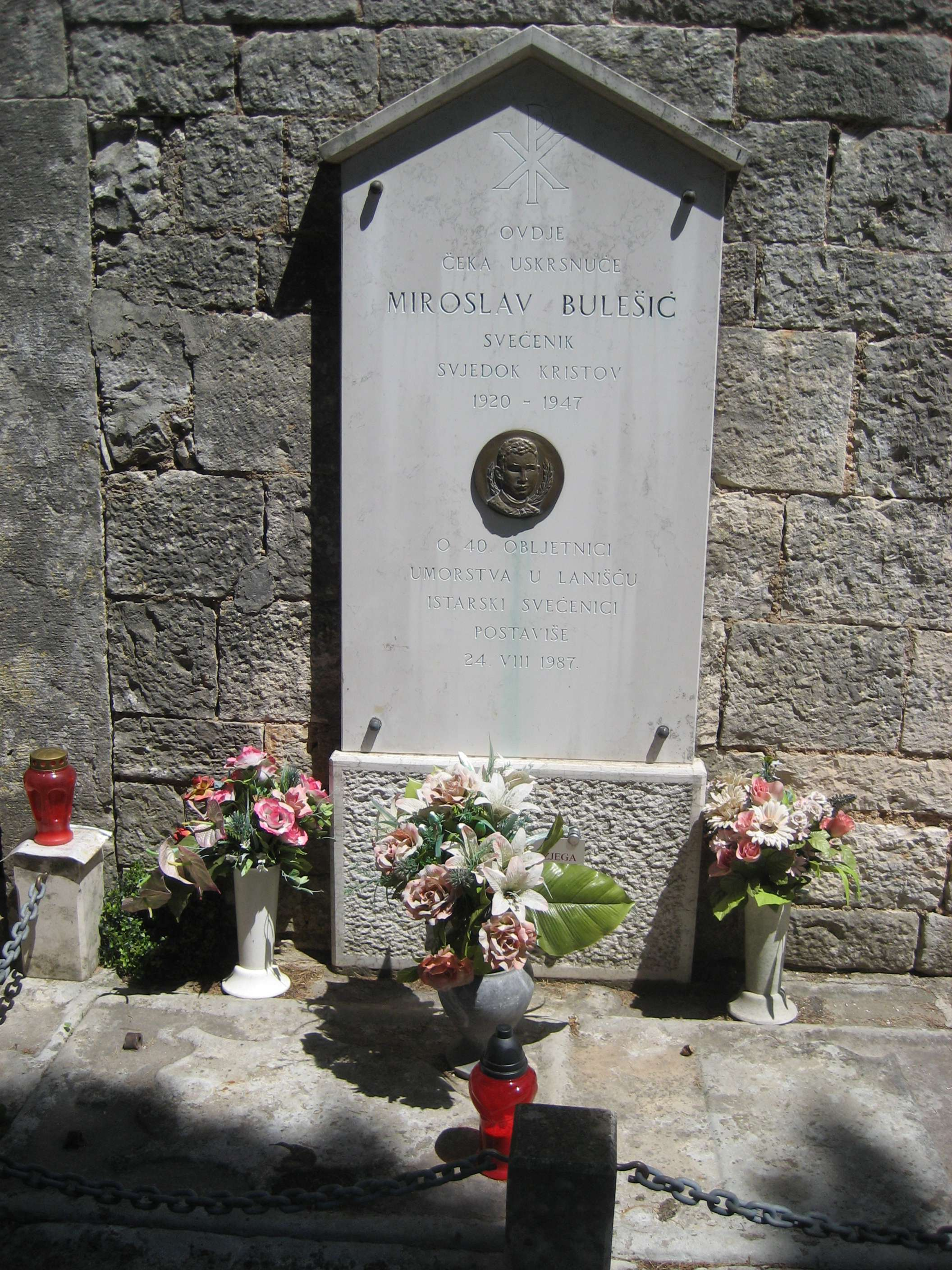
Hrob ve Svetvinčenantu, ve kterém byl pohřben mezi lety 1958–2003

Narodil se dne 13. května 1920 v obci Čabrunići na poloostrově Istrii v dnešním Chorvatsku. Jeho rodiči byli Miha Bulešić a Lucija Butković. Měl čtyři sourozence. Pokřtěn byl 23. května téhož roku ve farním kostele v nedalekém městečku Juršići.
Své základní vzdělání absolvoval v obci Juršići. Roku 1930 se rozhodl stát knězem a poté co krátký čas pobýval v Gorizii zahájil roku 1931 v Koperu svoje církevní studium. Absolvoval zde církevní střední školu a lyceum.
Poté, mezi lety 1939–1943 studoval již za druhé světové války filozofická a teologická studia na Papežské univerzitě Gregoriana v Římě. Záhřebský arcibiskup (a pozdější kardinál) bl. Aloysius Stepinac mu poskytl finanční prostředky na studia. Při tom také studoval (v letech 1939–1940) na Francouzské akademii v Římě. Mezi tím také podléhal formaci na Papežském lombardském semináři. Dne 31. října 1942 se v bazilice sv. Petra zúčastnil obřadu zasvěcení světa Neposkvrněnému Srdci Panny Marie, který vedl papež Pius XII.
Dne 11. dubna 1943 přijal v Svetvinčenatu od biskupa Raffaele Maria Radossiho kněžské svěcení. Svoji primiční mši svatou sloužil dne 26. dubna téhož roku. Na podzim roku 1943 začal působit v obci Baderna, kde spolu bojovaly jugoslávští partyzáni a italská královská armáda. Na podzim roku 1945 začal působit v obci Kanfanar.
Ve svých farnostech zavedl adorace Nejsvětějšímu Srdci Ježíšovu a Neposkvrněnému Srdci Panny Marie. Farníky vedl k častější modlitbě a přijímání svátostí. Nová komunistická vláda se však snažila vliv církve na obyvatele eliminovat. Roku 1946 začali někteří komunisté sledovat jeho oblíbenost a přemýšlet o jeho odstranění.
Roku 1946 se stal učitelem na kněžském semináři v Pazinu. Byl si však vědom, že se může stát terčem útoků.
Dne 23. srpna 1947 se zúčastnil obřadu biřmování v jedné farnosti v okolí Buzetu, vedeného knězem Mons. Jakobem Ukmarem, který k tomu obdržel pověření biskupa (dělala se tehdy hromadná biřmování, jelikož během druhé světové války se tato svátost málo vysluhovala). Během probíhající bohoslužby však do kostela vtrhli komunisté ve snaze obřad přerušit, což se jim podařilo. Druhého dne, 24. srpna 1947 šel do farního domu v obci Lanišće na další udílení svátostí biřmování Jakobem Ukmarem. Do domu však vtrhli komunističtí milicionáři, kteří ho ubodali nožem. Jakob Ukmar byl brutálně zbit, avšak přežil i když byl dlouhou dobu v kómatu. Z nepokojů byl posléze neprávem obviněn a na několik let uvězněn kněz Stjepan Cek, který měl být také zabit, avšak podařilo se mu ukrýt. Skuteční pachatelé dostali jen minimální tresty za pouhé výtržnictví.
Komunistický režim nedovolil jeho pohřbení ve Svetvinčenantu, takže byl pohřben v Lanišće. Teprve roku 1958 byl pohřben na hřbitově ve Svetvinčenantu. Roku 2003 byly jeho ostatky přeneseny a uloženy do krypty kostela ve Svetvinčenatu.

## Úcta

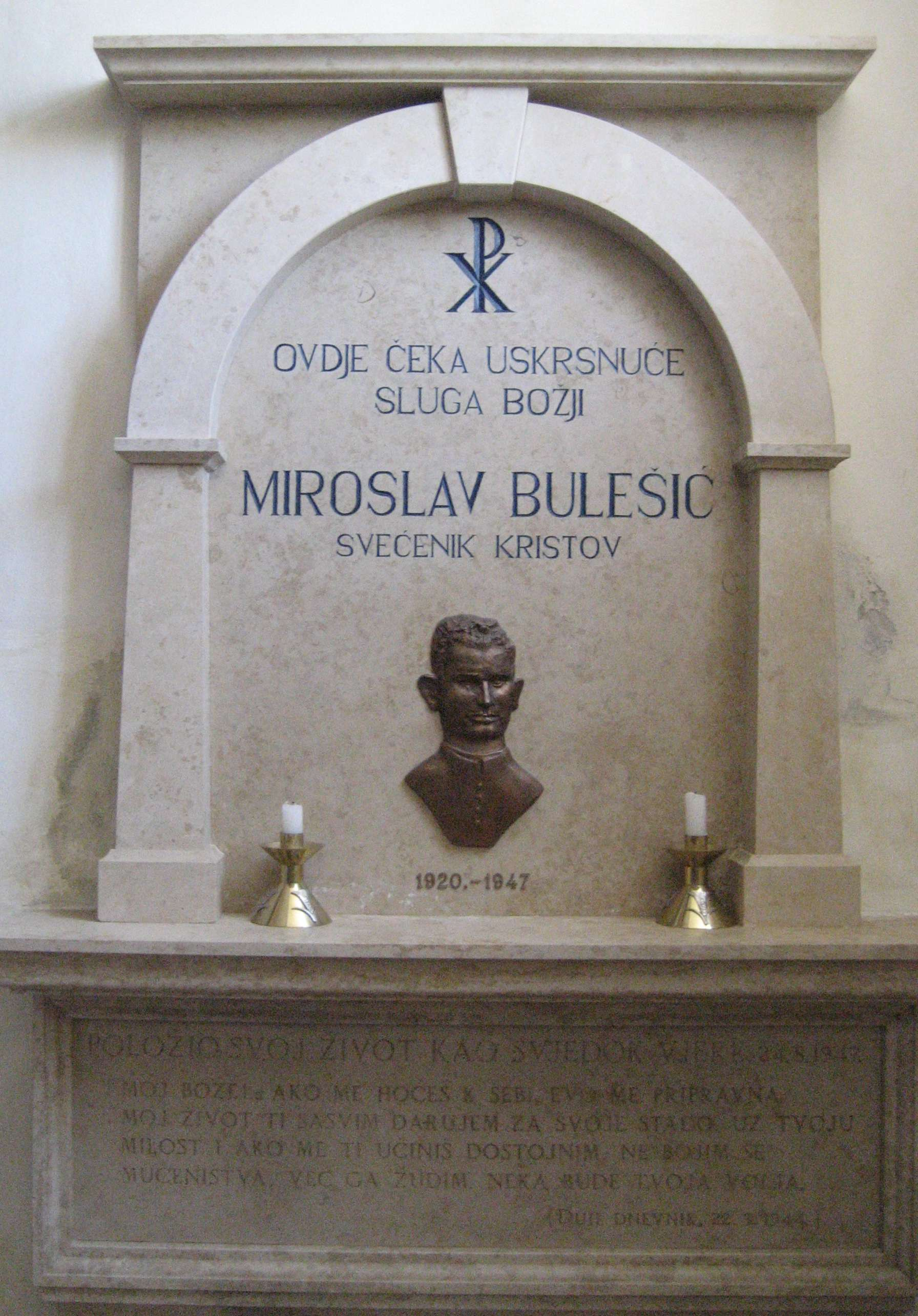
Jeho hrob z roku 2003 v kryptě kostela ve Svetvinčenantu

Jeho beatifikační proces byl zahájen dne 10. srpna 1992, čímž obdržel titul služebník Boží. Dne 20. prosince 2012 podepsal papež Benedikt XVI. dekret o jeho mučednictví.
Blahořečen pak byl dne 28. září 2013 historické aréně v Pule. Obřadu předsedal jménem papeže Františka kardinál Angelo Amato.
Jeho památka je připomínána 24. srpna. Bývá zobrazován v kněžském oděvu.